# Caroline Tinterova
Caroline Rose-Marie Tinterova, född 1978 i Stockholm, är en svensk grafisk designer, illustratör], tecknare och formgivare.

## Figurer och illustrationer
Caroline Tinterova har skapat figurer som fått sin plats i barnböcker, på tapeter och hemsidor. Bland de mest kända finns humlan Bombus, draken Leila, Primus och Prisma, Saga, tomten Rolf. Hon arbetar i teknikerna digitalt, akvarell, tusch och mixed media. För Natur & Kultur har Tinterova illustrerat Bombus ikon för Sveriges förskolor och läroböcker som Matteplaneten, Spell Well och Skrivstugan. Tinterova har också gett ut böcker med förlaget Adastra och Leo & Majken, Everlasting Publisher samt spel åt förlaget Serholt.